# Arhiducesa Barbara de Austria
Barbara de Austria (n. 30 aprilie 1539, Innsbruck, Austria – d. 19 septembrie 1572, Ferrara, Statele Papale) a fost fiica împăratului Ferdinand I și a Annei Iagello. S-a născut la Viena și din 1547 a crescut la Innsbruck împreună cu surorile ei; fetele au primit o educație profund religioasă.
În ciuda unui fizic ingrat, au existat mai multe propuneri pentru mâna ei, datorită conexiunilor sale cu curțile austriece și spaniole. În 1565 căsătoria ei cu Alfonso al II-lea, Duce de Ferrara a fost sărbătorită cu mult fast. A avut un mariaj fericit însă fără copii. Torquato Tasso care în 1565 a fost chemat la curtea din Ferrara, i-a dedicat câteva sonete.
În 1570 și 1571, după un cutremur, și-a folosit propriile venituri pentru a susține tinerele fete fără părinți. A fondat Conservatore delle orfane di Santa Barbara care a fost foarte apreciat de populația din Ferrara. A avut o relație apropiată cu soacra ei protestantă, Renée a Franței, fiica regelui Ludovic al XII-lea al Franței.
După ce s-a îmbolnăvit în 1566, a murit la vârsta de 33 de ani de tuberculoză, la 19 septembrie 1572.